# Ziaeddin Shademan
Ziaeddin Shademan (in persiano ضیاء‌الدین شادمان‎; Teheran, 27 novembre 1923 – Montréal, 12 marzo 2009) è stato un cestista e politico iraniano.

## Carriera
Con l'Iran ha partecipato ai Giochi olimpici di Londra 1948.
Successivamente è stato membro del parlamento iraniano e sindaco di Teheran.